# ساموراي شوداون 5 سبيشل
ساموراي شوداون 5 سبيشل، هي النسخة الثانية من لعبة القتال ساموراي شوداون 5، من تطوير ونشر إس إن كي. أصدرت النسخة على جهاز الآركيد أولا عام 2004، وتبعتها إصدارات مايكروسوفت ويندوز وبلاي ستيشن فيتا، ولينكس، وإكس بوكس ون، وبلاي ستيشن 4، ونينتندو سويتش، وغيرها.

## معلومات عن لعبة
• الإسم : Samurai Showdown V Special
• المطور : SNK
• الناشر : SNK
• النوع : لعبة قتال
• تاريخ الإصدار : 2004
• المنصات : نيو جيو أي إي أس، ومايكروسوفت ويندوز، وبلاي ستيشن 4، إكس بوكس ون، نينتندو سويتش، ألعاب الصالات

## أسلوب اللعب
ظلت الآليات الأساسية في هذه اللعبة دون تغيير إلى حد كبير عن الألعاب السابقة، مع توجيه التحديث نحو التغييرات الرسومية والصوتية. تتضمن العناصر المرئية المحدثة صورًا للفنان ساتوشي إيتو، والتي تنقل جوًا مظلمًا مشابهًا لأجواء Samurai Shodown III. يوجد عدد كبير من التغييرات بين Samurai Shodown V و Samurai Shodown V Special. من بينهم، تم استبدال شخصيتي سانكورو ويوميجي برئيس ساموراي شوداون، أماكوسا شيرو توكيسادا، ورئيس ساموراي شوداون الثالث، زانكورو مينازوكي. أيضًا، تم استبدال الشخصية المخفية Poppy برئيس Samurai Shodown II، Mizuki Rashojin، وكان قابلاً للعب دون الحاجة إلى رمز مخفي. بالإضافة إلى تغيير القائمة، تم إجراء العديد من التغييرات في الرسومات والصوت لإضفاء طابع جديد على اللعبة، على الرغم من أن معظم الشخصيات العائدة استخدمت أصواتها القديمة، التي يعود تاريخها إلى Samurai Shodown IV. تم تعديل مراحل شخصية Samurai Shodown V الحالية، وتم إنشاء مراحل جديدة لوصول Amakusa وZankuro وMizuki. تلقت هذه اللعبة أيضًا العديد من التعديلات على طريقة اللعب، مما يجعل هذا الإصدار أكثر توازنًا من سابقتها. ومع ذلك، كان التغيير الأكبر في طريقة اللعب هو تقديم Zetsumei Ougi، أو Overkill Move. عندما يتم تنفيذه بشكل صحيح، فإنه ينهي المباراة على الفور لضحيته، بغض النظر عن مقدار الحياة المتبقية له/لها. هذا المفهوم مشابه لمفهوم سلسلة Guilty Gear، إلا أن شروط الحركة أكثر صرامة. يجب أن تكون الشخصية في حالة من الغضب، ويجب أن تكون حياة الخصم أقل من النقطة التي كان من الممكن أن يدخل فيها التركيز الأول، والذي تم تقديمه في Samurai Shodown V كوضع خاص للحركة البطيئة مدعوم بالتأمل (الضغط على D أثناء الوقوف ساكنًا). حركة البدء هي نفسها لكل شخصية، ولكن إذا أصابت الشخصية المهاجمة، فيمكنها القضاء على ضحيتها بأسلوبها الفريد. بالإضافة إلى الحركات المفرطة، تم إرجاع تأثيرات الوفاة العامة من Samurai Shodown IV لهذه اللعبة، مثل قطعها إلى نصفين أفقيًا. تمت إضافة تأثيرات قاتلة جديدة أيضًا، مثل الانقسام إلى نصفين عموديًا مع قيام الضحية بإغراق خصمه بالدماء. بالإضافة إلى ذلك، فإن Nakoruru وRimururu، اللذان أصبحا "محصنين" ضد التأثيرات القاتلة في Samurai Shodown III وSamurai Shodown IV، قادران على تجربة هذه التأثيرات القاتلة في نهاية المباراة، وفي بعض المواقف، يصرخون بعنف. أثار هذا المزيج من الأعمال العنيفة في Samurai Shodown V Special الكثير من الجدل وأدى إلى قيام SNKP بفرض رقابة على خرطوشة Neo Geo AES بعد وقت قصير من قطع Sasebo.

## قصة اللعبة
القصة تبدأ بإجتماع محدد لـ 28 محاربًا شرسًا، ليحققوا سلسلة من المبارزات حتى الموت. يعهد هؤلاء الأفراد بمصائرهم إلى مهاراتهم وأسلحتهم. بالنسبة لأولئك الذين لا يستطيعون هذه المهمة، فإن النهاية العزيزة في المعركة هي أملهم الوحيد. تتصادم شخصيات الساموراي الثمانية والعشرون في عنوان ملحمي واحد.